# Lista najwyższych budynków w Cincinnati
Cincinnati jest dużym miastem w USA. W mieście tym znajduje się obecnie
12 budynków przekraczających 100 metrów wysokości. Trwa budowa jednego nowego wieżowca, ponad 200-metrowego. Obecnie żaden wieżowiec w tym mieście nie przekracza 200 metrów. Żaden także nie znajduje się na liście najwyższych budynków w USA. 

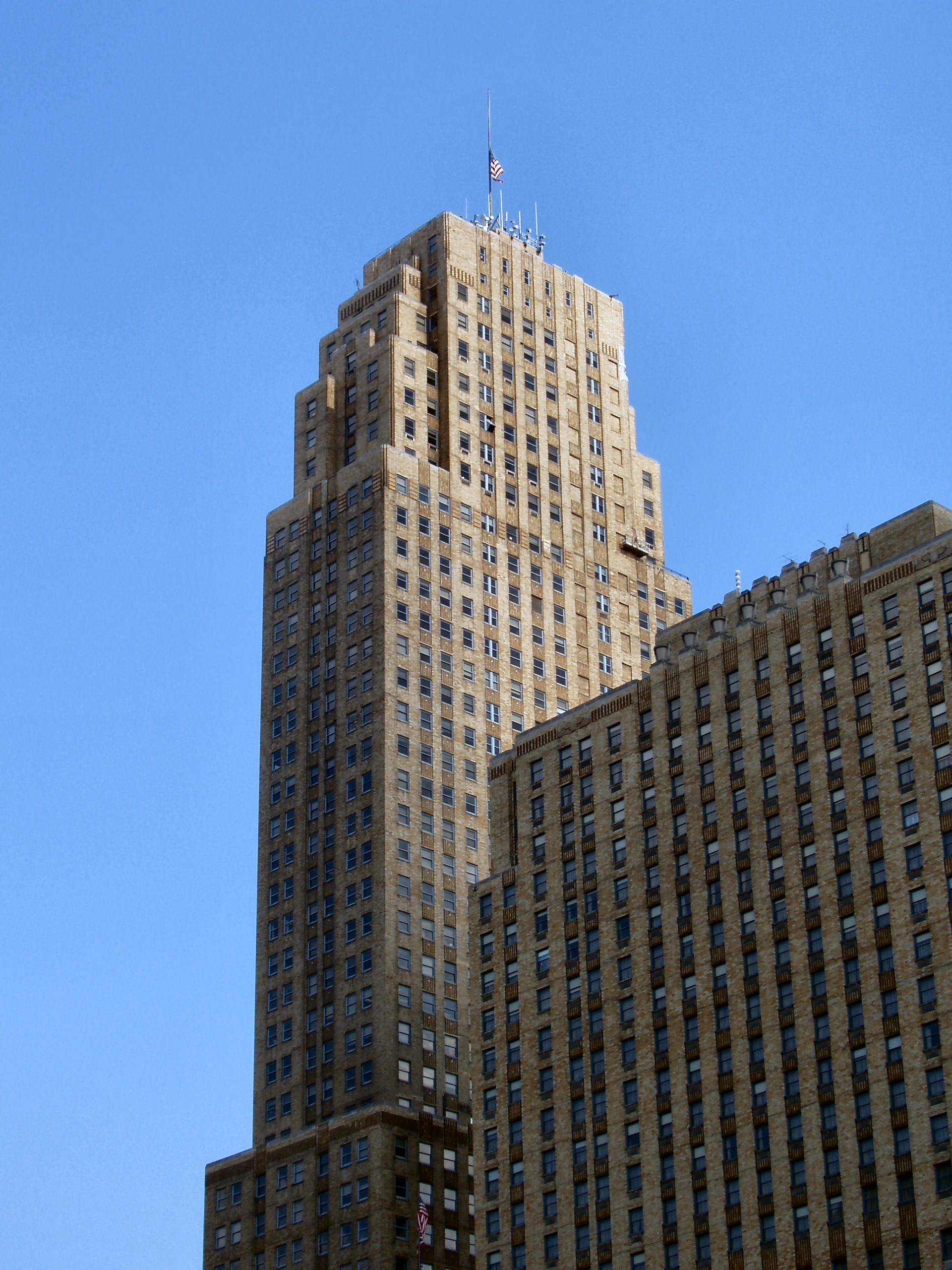
Carew Tower

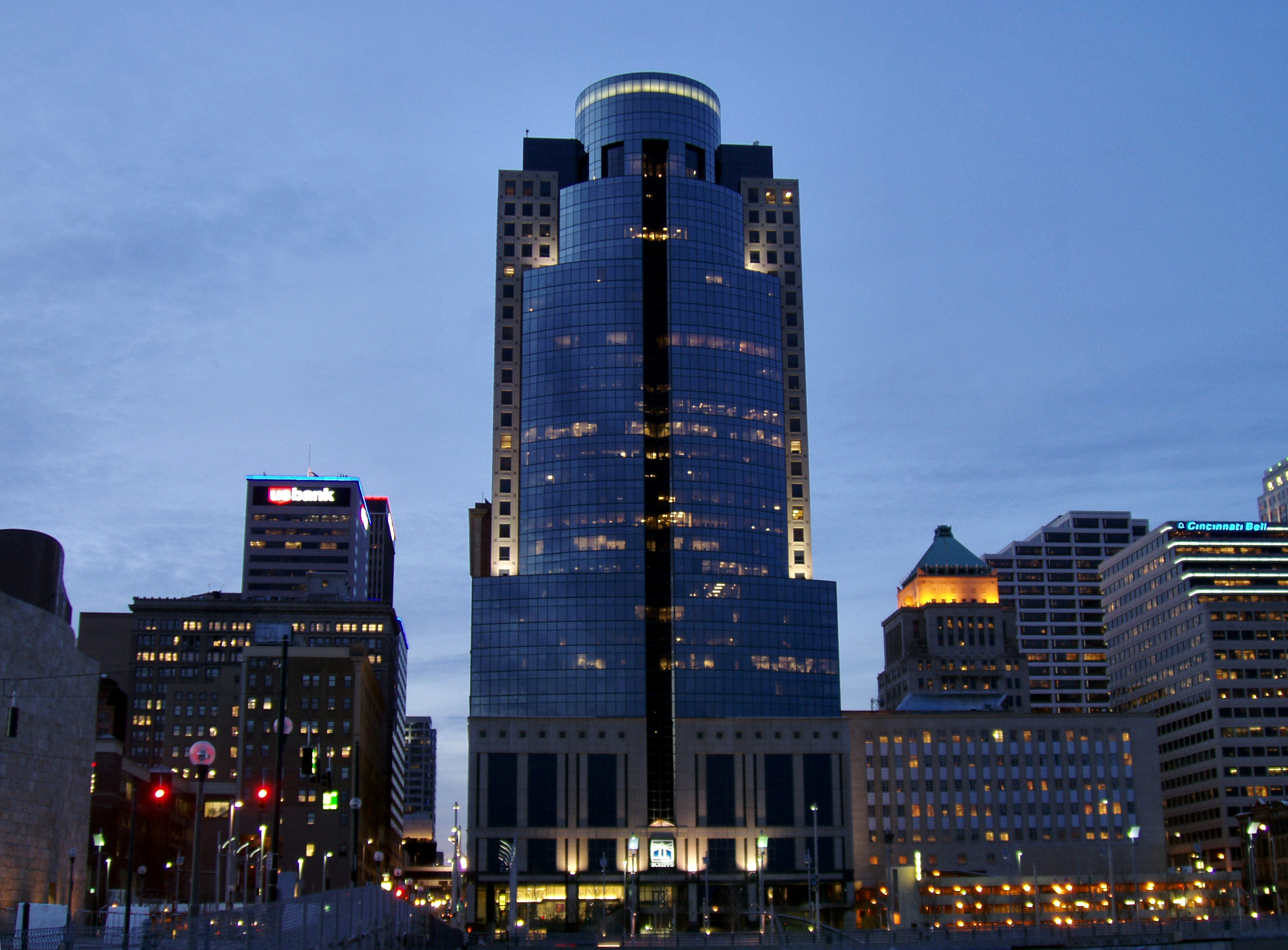
Scripps Center

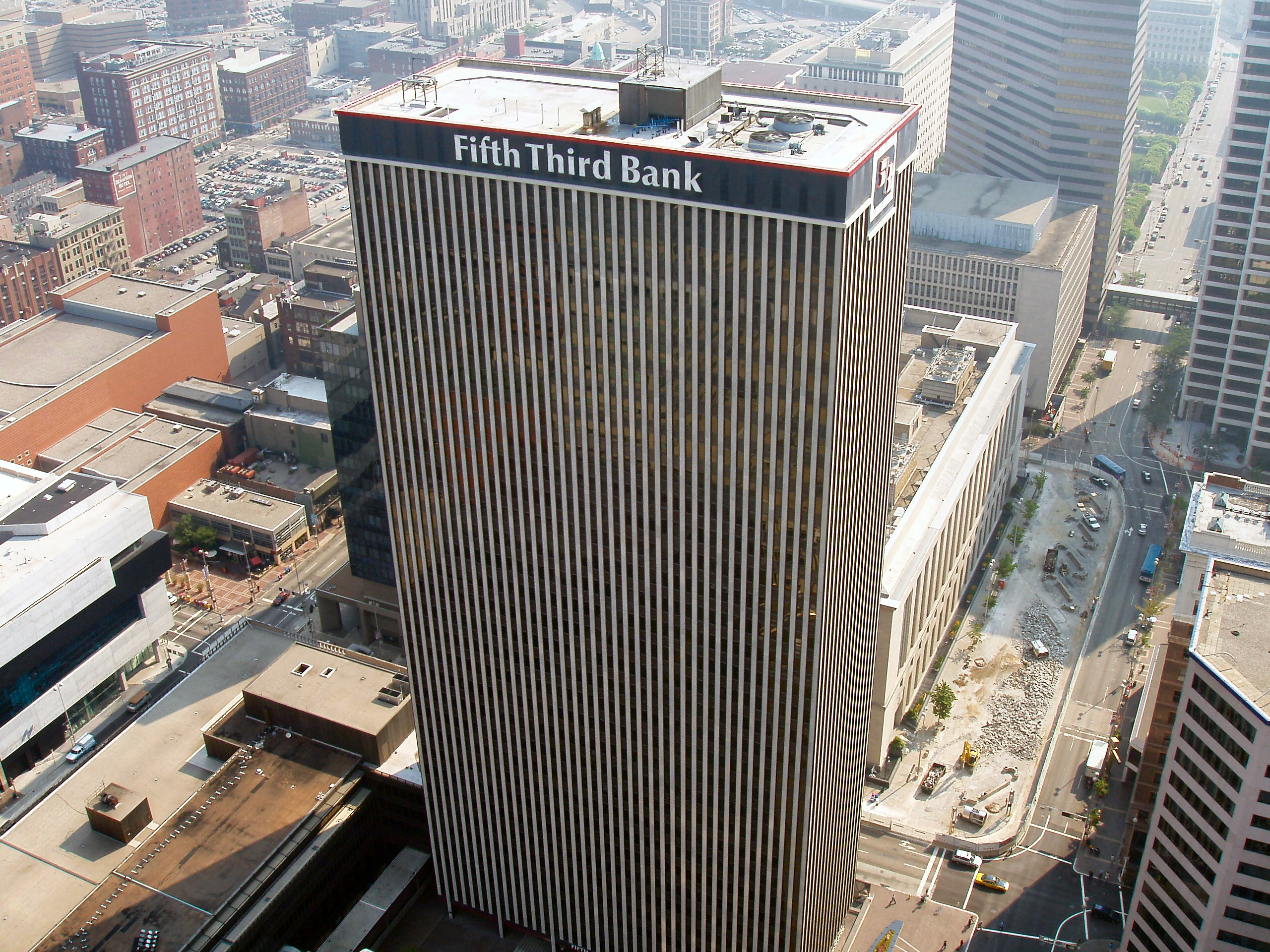
Fifth Third Center

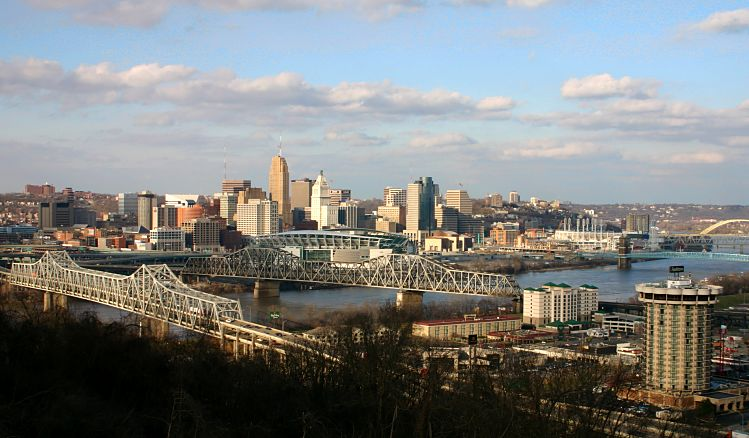
Panorama Cincinnati

## 10 najwyższych
| Ranking | Budynek                                   | Wysokość strukturalna | Liczba pięter | Rok budowy |
| ------- | ----------------------------------------- | --------------------- | ------------- | ---------- |
| 1.      | Great American Tower at Queen City Square | 201 m                 | 41            | 2010       |
| 2.      | Carew Tower                               | 175,0 m               | 49            | 1931       |
| 3.      | PNC Tower                                 | 150,9 m               | 31            | 1913       |
| 4.      | Scripps Center                            | 142,7 m               | 36            | 1990       |
| 5.      | Fifth Third Center                        | 129,0 m               | 32            | 1969       |
| 6.      | Convergys Center                          | 127,0 m               | 29            | 1984       |
| 7.      | Chemed Center                             | 125,0 m               | 32            | 1991       |
| 8.      | Hilton Cincinnati Netherland Plaza        | 113,4 m               | 31            | 1931       |
| 9.      | Chiquita Center                           | 112,2 m               | 29            | 1984       |
| 10.     | PNC Center                                | 108,0 m               | 27            | 1979       |

## Wyburzone (>100 m)
| Ranking | Budynek                 | Wysokość strukturalna | Liczba pięter | Rok budowy |
| ------- | ----------------------- | --------------------- | ------------- | ---------- |
| 1.      | Carew-Netherland Garage | 104 m                 | 27            | 1931       |